# Maguelone

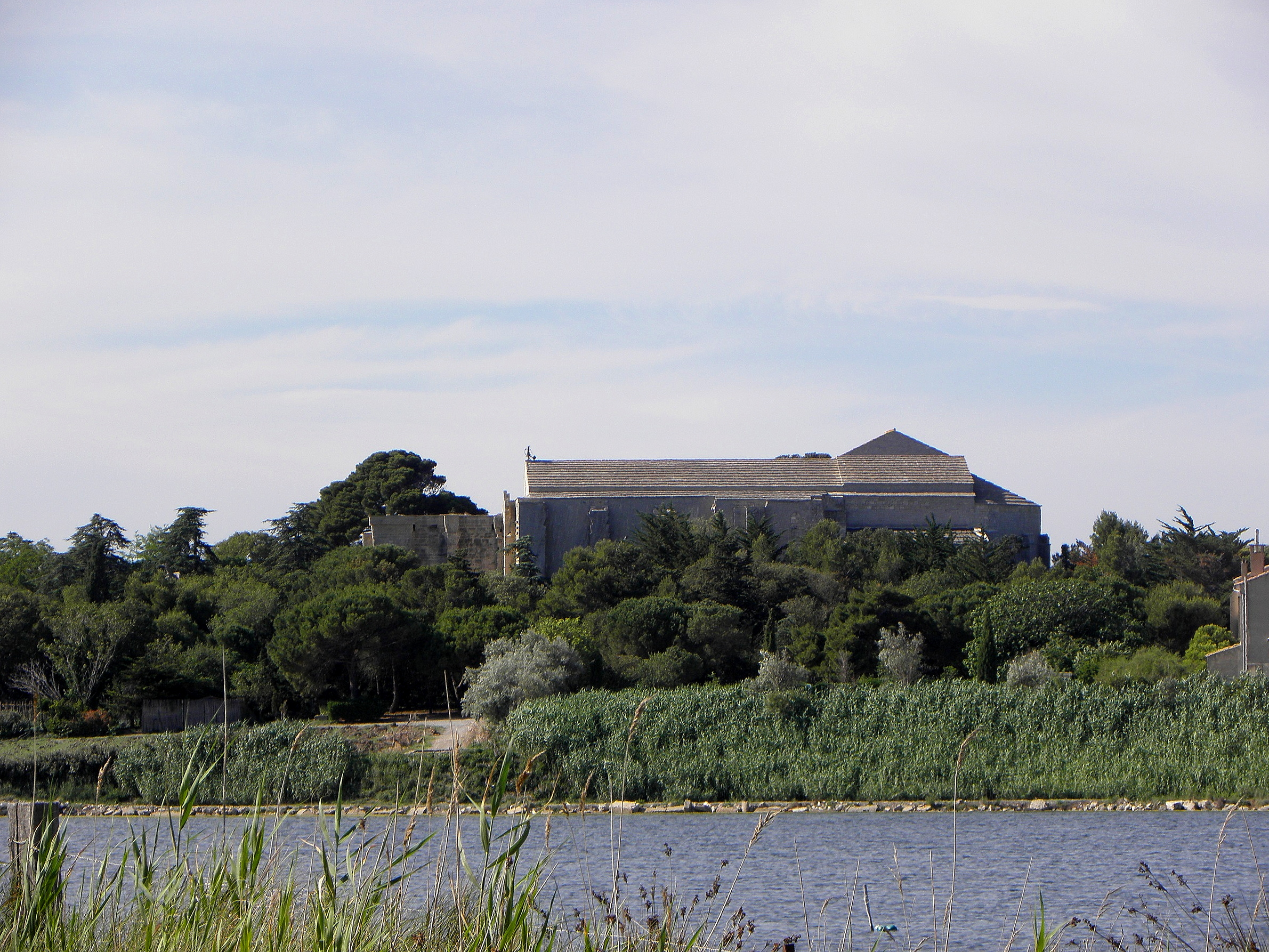
Maguelone

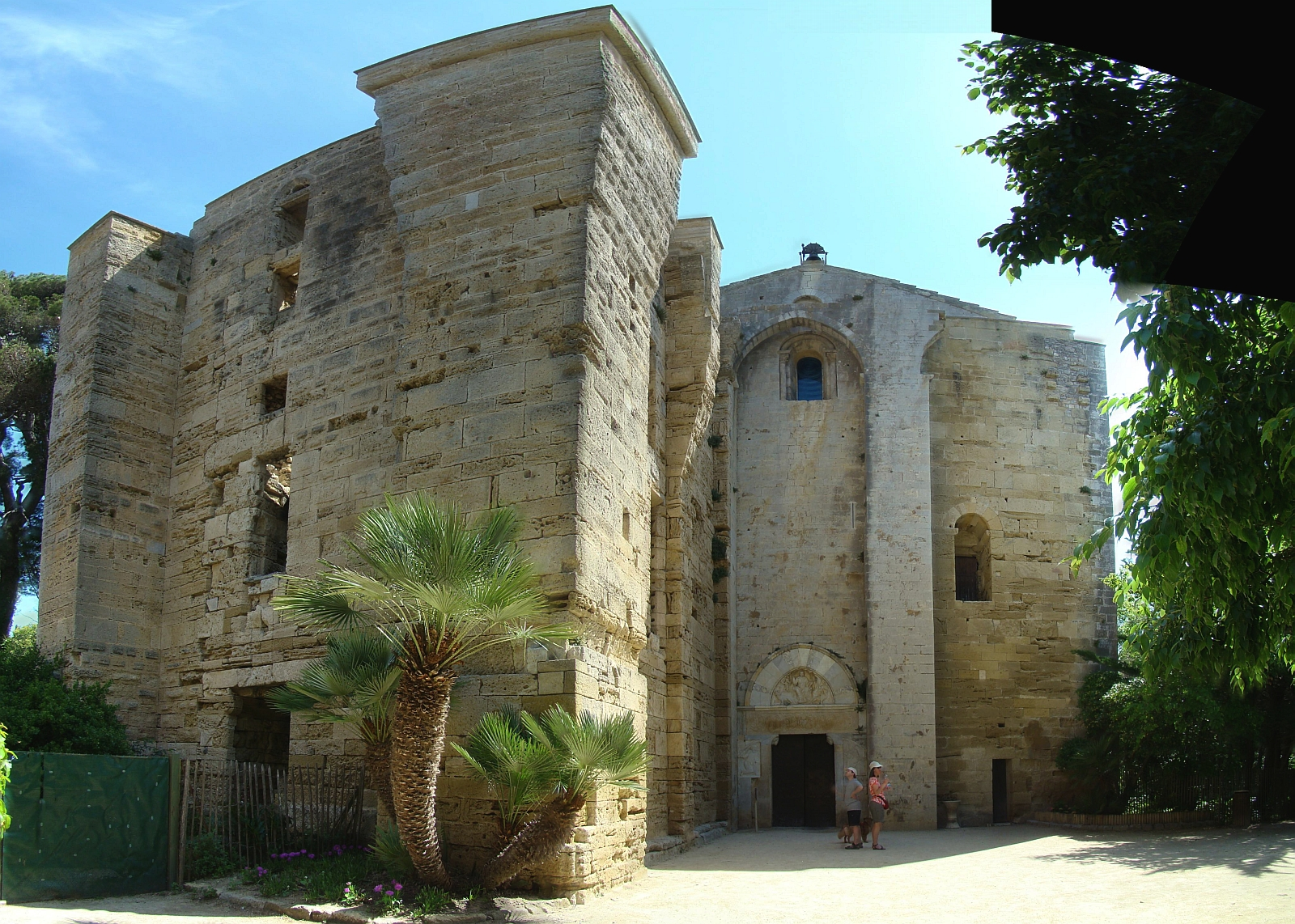
Kathedraal van Maguelone

Maguelon(n)e is een schiereiland en een archeologische site in de Franse gemeente Villeneuve-lès-Maguelone in Zuid-Frankrijk. Maguelone was vroeger een eiland waar door de Grieken een nederzetting werd gesticht en dat in de middeleeuwen een bisschopszetel was. 

## Geschiedenis
Eerder lag op die plaats al een Griekse nederzetting Megalonia. De plaats lag goed verdedigbaar op een duinenrug in de lagune. Er waren verschillende nederzettingen doorheen de tijd maar het duurde tot de laatantieke periode tot het eiland op blijvende wijze bewoond werd. In de 3e en 4e eeuw werd de naburige nederzetting Lattara (Lattes) geleidelijk aan verlaten en ontwikkelde Maguelone zich als nederzetting. In de 4e eeuw had Maguelone een bewoond gebied van ongeveer 15 ha.  
De stad werd bezet door de Wisigoten. In de 6e eeuw werd Maguelone een bisschopszetel en werd een eerste kathedraal gebouwd. De stad werd verwoest door de Franken in 737. De bisschopszetel werd toen verplaatst naar Substantion, een voormalige stad op het grondgebied van het huidige Castelnau-le-Lez. Nadien was er een neergang en kromp het bewoonde gebied van Maguelone. In 1037 werd Villeneuve gesticht op het vasteland.  
De stad werd heropgericht door bisschop Arnaud (1030-1060) die een nieuwe kathedraal liet bouwen op de resten van de oude en ook een bisschoppelijke stad liet bouwen. Maguelone beleefde een nieuw hoogtepunt in de 12e en de 13e eeuw. Daarna kwam er opnieuw verval door de concurrentie van het nabijgelegen Montpellier. In 1536 werd de bisschopszetel overgeheveld naar Montpellier. 
In 1840 werd het gebouwencomplex beschermd als historisch monument. Het werd aangekocht in 1852 door Frédéric Fabrège die er restauratiewerken uitvoerde. In de 19e eeuw werd ook het eerste archeologisch onderzoek uitgevoerd. In 1949 schonk de familie Fabrège Maguelone aan het bisdom Montpellier. Sinds 1969 wordt de site beheerd door de vereniging Association des Compagnons de Maguelone.

## Geografie
Maguelone was oorspronkelijk een cirkelvormig eiland in de lagune. In de 19e eeuw werd het eiland met een smalle weg verbonden met de schoorwal.
Maguelone ligt tussen het Étang de Pierre Blanche in het zuidwesten en het Étang de Prévost in het noordoosten. In het noordoosten is Maguelone gescheiden van het Étang de l'Arnel door een kanaal gegraven in de 18e eeuw.

## Vervoer
Maguelone is niet met de auto te bereiken, wel met de fiets of te voet. In de zomermaanden is er ook een toeristentreintje.